# イメージの本
 『イメージの本』（イメージのほん、フランス語: Le Livre d'image ）は、ジャン＝リュック・ゴダール監督の前衛的な映画。2018年スイス・フランス合作。
2018年第71回カンヌ映画祭コンペティション部門に出品。パルム・ドールを超越する賞として、審査員は映画祭史上初の「スペシャル・パルムドール」を授与した。  
2018年11月にテアトルヴィディローザンヌで最初に上演された。
次作の『奇妙な戦争』がゴダールの遺作となり、長編ではこれが最後となった。

## 概要
ゴダールの後期期間の作品のように イメージの本は映画、絵画、文章、音楽などをコラージュさせた作品 。以前のシリーズ・『ゴダールの映画史』と同様に、この映画は映画の歴史と、20世紀と21世紀の暴力行為（具体的にはホロコーストとイスラエルとパレスチナの紛争 ）への怒りを表現した作品。5章で構成され、ゴダール自らがナレーションを務めた。 
映画のアーカイブでほぼ全て構成されているが、新撮部分もある。また自身の映画からもコラージュされている（例・電車に向かって石を投げるカットは、『決別』のラストカットを加工したものである）。

## 評価
レビュー・アグリゲーターのRotten Tomatoesでは89件のレビューで支持率は90%、平均点は7.60/10となった。Metacriticでは22件のレビューを基に加重平均値が76/100となった。